# Vulcaniella cognatella
Vulcaniella cognatella is een vlinder uit de familie prachtmotten (Cosmopterigidae). De wetenschappelijke naam is voor het eerst geldig gepubliceerd in 1990 door Riedl.
De soort komt voor in Europa.